# 山本優真
山本 優真（やまもと ゆうま、1990年〈平成2年〉8月21日 - ）は、日本の政治家。大阪府泉南市長（1期）。泉南市議会議員（2期）を務めた。

## 来歴
岐阜県本巣市出身。岐阜県立本巣松陽高等学校、立命館大学政策科学部政策科学科を卒業。
大学卒業後、ヘア化粧品会社勤務を経て、2013年10月より丸山穂高衆議院議員の秘書を務める。
2016年10月、泉南市議会議員選挙に大阪維新の会公認で立候補し、最年少で初当選。
2020年10月の市議会議員選挙では、1位かつ歴代最多得票数で再選。
同月、市議会副議長となる。
2022年3月24日、市議を辞職し、翌25日に会見で泉南市長選挙への立候補を表明した。2022年4月24日の投開票の結果、元市議の小山広明を破り初当選。全国の自治体首長では初の平成生まれの首長となった（現職市長でも大阪府四條畷市長の東修平を抜き、最年少となった）。
※当日有権者数：49,698人 最終投票率：28.46%（前回比：+0.76pts）
| 候補者名 | 年齢 | 所属党派     | 新旧別 | 得票数   | 得票率 | 推薦・支持 |
| -------- | ---- | ------------ | ------ | -------- | ------ | ---------- |
| 山本優真 | 31   | 大阪維新の会 | 新     | 10,861票 | 79.83% |            |
| 小山広明 | 80   | 無所属       | 新     | 2,744票  | 20.17% |            |

7月1日、竹中勇人前市長の時に発生した男子中学生の自殺事件に関して、その報告書の受け取りを市教育委員会の事務局の報告に基づき拒否したが、21日に一転して報告書を受け取る意向を示した。また、市長と教育委員会による「総合教育会議」を設置する方針も示した。
2023年1月、市職員へのワーク・ライフ・バランスを拡充し、自身が率先して職場環境を整えることを誓う「イクボス宣言」を行った（府内の自治体では7例目）。また、2月の第2子誕生に際しては、自身の育休取得も検討していると明かにした。
2月22日、第2子が20日に誕生したこと受け、2週間程度の育児休暇を取得すると発表した。取得期間中、市長の職務代理者を置かず、必要に応じて市内の自宅でのリモートワークで対応し、緊急時には登庁する形をとる。山本は同日の記者会見で、「男性も育児をするのは当たり前。これをきっかけに育児休暇が取得しやすい組織風土をつくっていく」と語った。

## 人物
- 趣味は、登山、バスケットボール、映画鑑賞、国内・海外旅行、自治体巡り[2]。
- 座右の銘は、「大胆にして細心」[2]。
- 血液型はA型[2]。